# El Cerrito, Epitacio Huerta
El Cerrito är en ort i Mexiko.   Den ligger i kommunen Epitacio Huerta och delstaten Michoacán de Ocampo, i den sydöstra delen av landet, 150 km nordväst om huvudstaden Mexico City. El Cerrito ligger 2 534 meter över havet och antalet invånare är 240.
Terrängen runt El Cerrito är huvudsakligen kuperad, men åt nordväst är den platt. Runt El Cerrito är det ganska tätbefolkat, med 72 invånare per kvadratkilometer. Närmaste större samhälle är Amealco, 17,3 km öster om El Cerrito. I omgivningarna runt El Cerrito växer huvudsakligen savannskog.